# Санта-Мария-делла-Мерчеде-э-Сант-Адриано-а-Вилла-Альбани (титулярная диакония)
Титулярная диакония Санта-Мария-делла-Мерчеде-э-Сант-Адриано-а-Вилла-Альбани (итал. Diaconia Sanctae Mariae de Mercede et Sancti Adriani ad locum vulgo "Villa Albani") — титулярная церковь была создана Папой Павлом VI 7 июня 1967 года апостольской конституцией «Hac nostra aetate». Титулярная диакония принадлежит церкви Санта-Мария-делла-Мерчеде-э-Сант-Адриано-а-Вилла-Альбани, расположенной в квартале Рима Саларио, на проспекте королевы Маргариты.

## Список кардиналов-дьяконов и кардиналов-священников титулярной диаконии Санта-Мария-делла-Мерчеде-э-Сант-Адриано-а-Вилла-Альбани
- Джон Джозеф Крол — титулярная диакония pro hac vice (26 июня 1967 — 3 марта 1996, до смерти);
  - вакансия (1996 — 2006);
- Альбер Вануа — (24 марта 2006 — 20 июня 2016), титулярная диакония pro illa vice (20 июня 2016 — 29 июля 2021, до смерти);
- Фернандо Вергес Альсага — (27 августа 2022 — по настоящее время).